# Italeco
Italeco S.p.A. è stata una società italiana di progettazione che opera nell'ingegneria e nell'informatica. Era una società concessionaria di servizi pubblici.

## Storia
Italeco viene fondata da Italstat e da Finsider il 20 ottobre 1972 a Roma per ottimizzare, concentrandolo in un'unica azienda, l'intervento del gruppo IRI nel settore della valorizzazione e della salvaguardia dell'ambiente, fino ad allora gestito separatamente da Italimpianti, Finsider, Bonifica ed Italstat.
Lo scopo di Italeco era la messa in atto di interventi di disinquinamento ambientale tramite la redazione di studi, consulenze e progetti per la risoluzione delle problematiche ecologiche, e la costruzione e gestione di impianti di bonifica ambientale, di smaltimento rifiuti, di depurazione di corsi d'acqua o di acque reflue.
In seguito viene anche incaricata dello sviluppo di sistemi informativi e banche dati territoriali per svariati settori, soprattutto per quanto riguarda l'ecologia. Nel 1978 forma il Consorzio Italiano per il Telerilevamento in Agricoltura con Aquater e Telespazio. Dal 1991 passa sotto Iritecna e viene incorporata in Bonifica; nel 1992 si accarezza l'ipotesi di aggregarla con Edil.Pro e Spea per creare un polo ingegneristico all'interno di IRI. Ma nel 1997 diventa di Fintecna.
Nel marzo 2003 viene privatizzata e venduta a Edicomp Holding S.p.A.. Italeco spa, degradata successivamente a srl, fallisce il 17 febbraio 2011.

## Fonti
- http://ricerca.repubblica.it/repubblica/archivio/repubblica/1993/01/27/resa-dei-conti-iritecna.html
- http://www.italeco.it/
- https://web.archive.org/web/20060610152228/http://www.artea.toscana.it/sezioni/artea/misure.asp?dove=curricula%2Fballi.html